# شهرك برن أباد (باتشة لك الشرقي)
شهرك برن أباد (بالفارسية: شهرک برن‌آباد) هي قرية تقع في إيران في قسم باتشة لك الشرقي الریفي. يقدر عدد سكانها بـ 456 نسمة بحسب إحصاء 2016.